# Šport u 1874.
◄◄ | ◄ | 1871. | 1872. | 1873. | 1874.  | 1875. | 1876. | 1877. | ► | ►►
Arhitektura • Astronomija • Biologija • Film • Fotografija • Glazba • Kazalište • Kemija • Kiparstvo • Knjige • Književnost • Kršćanstvo • Meteorologija • Medicina • Planinarstvo • Politika • Pravo • Promet • Slikarstvo • Šport • Znanost • Željeznički promet
Šport u 1874.

## Svijet

### Osnivanja
- Bolton Wanderers F.C., engleski nogometni klub
- Heart of Midlothian F.C., škotski nogometni klub

## Vanjske poveznice
|  | Zajednički poslužitelj ima još gradiva o temi Šport u 1874. |